# Cefalofòria

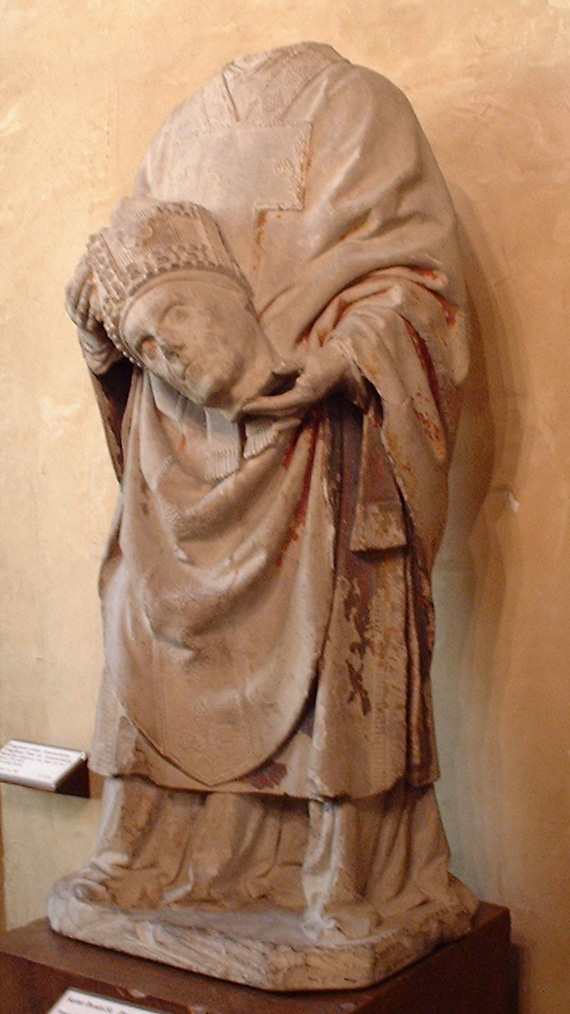
Estàtua cefalòfora de Sant Dionís de París

Una cefalofòria (del grec κεφαλής, cap i φέρουν, portar) és un episodi en què un personatge decapitat s'aixeca, pren el seu cap entre les mans i comença a caminar. El personatge en si es diu cefalòfor.
És un tema comú en l'hagiografia cristiana. Alguns sants cefalòfors són: 
- Sant Dionís de París[1]
- Sant Genís de la Jara
- Santa Quitèria
- Sant Nicasi de Reims[2]
- Sant Maurí d'Agen
- Sant Afrodisi